# Ciprian Tătărușanu
Ciprian Anton Tătărușanu, né le 9 février 1986 à Bucarest, est un ancien footballeur roumain qui a joué au poste de gardien de but pour plusieurs clubs et pour l'équipe de Roumaine.
Avec sa sélection, il participe à l'Euro 2016.

## Biographie

### En club

#### Débuts (2003-2008)
Ciprian Tătărușanu est formé à la Juventus Bucarest dans sa ville natale. Il y fait ses débuts professionnels lors de la saison 2003-2004 alors que le club vient de terminer la saison vice-championne de troisième division roumaine. Il passe trois saisons et demie dans son club formateur avant de rejoindre le Gloria Bistrița. Pour ses six premiers mois au club, il est numéro deux et ne joue qu'un seul match, le club termine à une honorable 6e place. Il gagne du temps de jeu lors des deux saisons suivantes.

#### Steaua Bucarest (2008-2014)

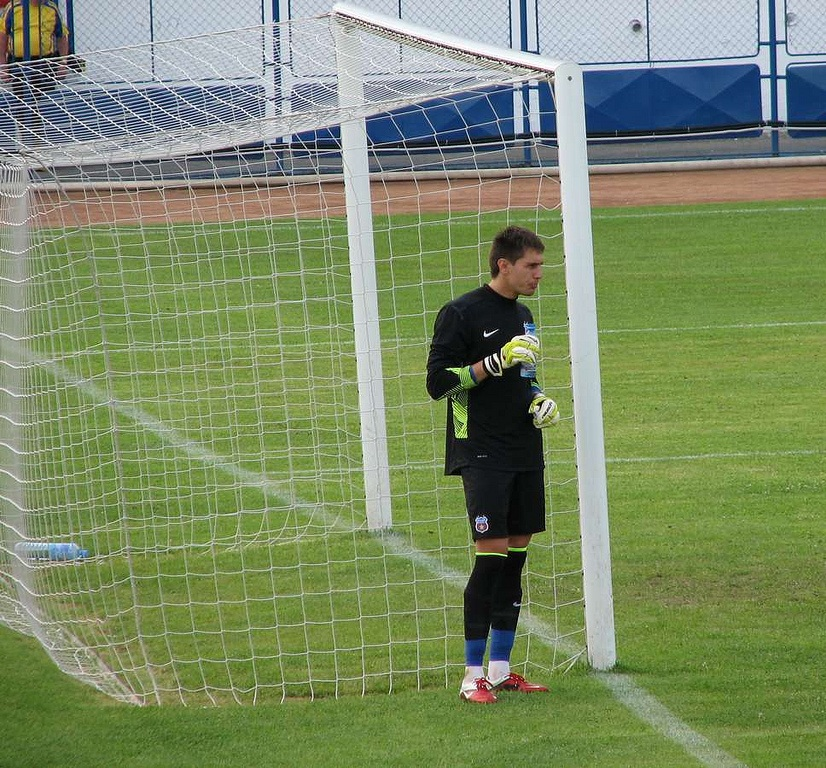
Tătărușanu lors d'un entraînement du Steaua Bucarest en 2011.

En mai 2008, il rejoint le Steaua Bucarest pour 1.5 million d'euros mais il est d'abord prêté au Gloria Bistrița pendant la saison 2008-2009. Il devient rapidement le numéro un dans les buts après le départ de Róbinson Zapata. Il est champion de Roumanie à deux reprises et remporte plusieurs coupes nationales pendant son passage au club. En juin 2011, le Napoli fait une offre de 3 millions d'euros pour son transfert. Elle sera refusée.

#### Fiorentina (2014-2017)
Il quitte le club du Steaua Bucarest en 2014 et signe à la Fiorentina pour un contrat de cinq ans. Il fait ses débuts lors d'un match de Ligue Europa contre Guingamp (victoire 3-0). Après une première saison comme doublure de Neto, il hérite de la place de numéro un à la suite du départ du Brésilien vers la Juventus Turin. Titulaire à 37 reprises lors de la saison 2015-2016, il encaisse 39 buts en championnat. L'exercice suivant est plus compliqué, encaissant notamment 51 buts en 35 rencontres de Serie A, la faute, notamment, au jeu plus offensif développé par Paulo Sousa. Malgré l'arrivée de Marco Sportiello en janvier 2017, venu de l'Atalanta Bergame, il conserve sa place dans les buts.

#### FC Nantes (2017-2019)
Le 28 juillet 2017, sous l'impulsion de Claudio Ranieri, cherchant à se renforcer avec un gardien expérimenté, il s'engage avec le FC Nantes pour deux années, plus une en option, pour un montant de 2,5 millions d'euros, accompagné de bonus. Il est amené à prendre la succession de Rémy Riou, tombé en disgrâce sous les ordres de Sérgio Conceição la saison passée. Il se distingue dès son premier match, le 12 août 2017 à la Beaujoire, n'encaissant qu'un seul but malgré la domination marseillaise avec neuf arrêts à son actif (défaite 0-1),. Bien intégré au système défensif nantais, il n'avait encaissé que 6 buts en 11 rencontres avant d'affronter le Paris Saint-Germain le 18 novembre (13e journée, défaite 4-1). De par sa régularité, il est élu joueur du mois d'août par les supporters nantais. Pour sa première saison en France, il dispute trente-sept matchs.
Titulaire au début de la saison 2018-2019, il se blesse au dos en mars 2019 et manque quelques matchs avant de retrouver sa place. Mais le mois suivant, en froid avec la direction du club après avoir refusé de prolonger son contrat, il est mis sur la touche par Vahid Halilhodžić. L'entraineur bosnien lui préfère les jeunes Maxime Dupé et Alexandre Olliero pour terminer la saison afin de préparer la suivante. Il termine sa seconde saison à Nantes en ayant joué vingt-sept matchs de championnat.

#### Olympique lyonnais (2019-2020)

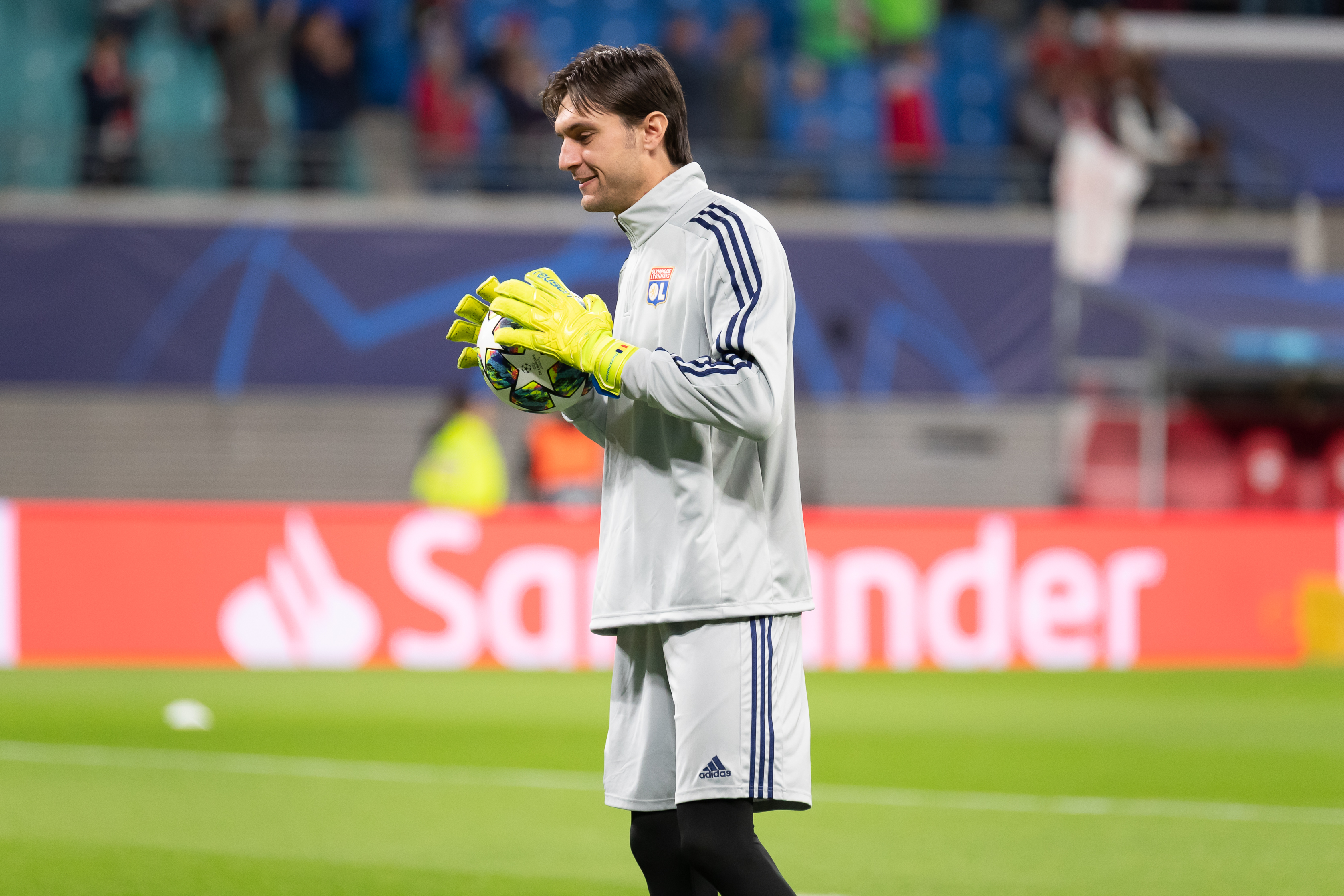
Tătărușanu en 2019 avec l'Olympique lyonnais

Le 13 juin 2019, libre de s'engager où il veut, le gardien roumain paraphe un contrat de trois ans en faveur de l'Olympique lyonnais.
Il fait ses débuts le 18 décembre de la même année, lors d'une victoire 4-1 en Coupe de la Ligue contre Toulouse. Il ne joue que six matchs au total lors de son passage d'un an à Lyon, car il est considéré comme la doublure du titulaire régulier Anthony Lopes.

#### AC Milan (2020-2023)
Le 11 septembre 2020, il signe à l'AC Milan en échange d'un demi-million d'euros, afin de devenir la doublure de Gianluigi Donnarumma. Il joue pour la première fois avec les milanais le 26 octobre 2020 contre l'AS Roma comptant pour la 5e journée de Série A.
La saison suivante, il continue comme gardien suppléant, cette fois derrière Mike Maignan. Le 13 octobre 2021, Maignan est opéré du poignet gauche et devient indisponible pendant deux mois et demi. Avec Tătărușanu dans le but, Milan enchaîne quatre victoires consécutives en Serie A contre l'Hellas Vérone, le Bologne FC, le Torino FC et l'AS Roma.

#### Abha Club (2023-2024)
Le 10 août 2023, il rejoint l'Arabie saoudite et signe au Abha Club.

#### Retraite
Le 11 septembre 2024, Tătărușanu annonce qu'il a pris sa retraite.

### En équipe nationale

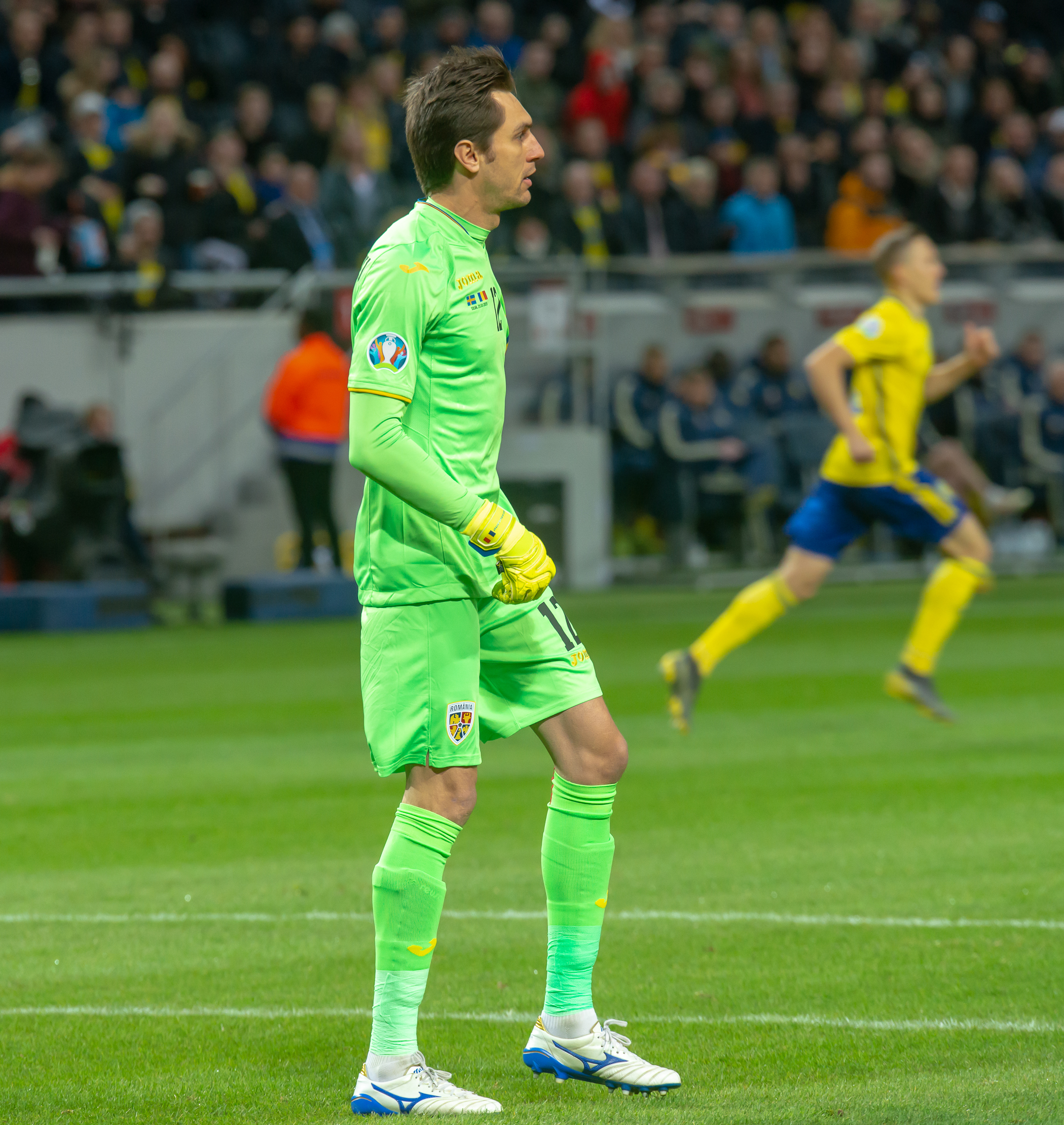
Tătărușanu avec l'équipe de Roumanie en 2019.

Le 15 novembre 2010, il fait ses débuts avec la sélection nationale contre l'Italie lors d'un match nul un but partout. Dès l'année suivante, il est le gardien le plus utilisé dans la sélection malgré la concurrence de Costel Pantilimon et de Bogdan Lobonț.
Les Roumains ne se qualifient pas pour l'Euro 2012 puis échouent aux barrages de qualifications pour la Coupe du monde 2014.
Il participe à l'Euro 2016 où il joue les trois rencontres de groupe avant que la Roumanie ne soit éliminée avec deux défaites et un match nul.
Le 19 novembre 2020, au lendemain de sa 73e sélection pour le pays lors d'un match nul 1-1 de l'Ligue des nations contre l'Irlande du Nord, Tătarușanu annonce publiquement sa retraite de l'équipe nationale.

## Statistiques détaillées
| Saison                | Club                   | Championnat           | Championnat | Championnat | Coupe nationale | Coupe nationale | Coupe de la Ligue | Coupe de la Ligue | Supercoupe | Supercoupe | Compétition(s) continentale(s) | Compétition(s) continentale(s) | Compétition(s) continentale(s) | Roumanie | Roumanie | Total | Total |
| Saison                | Club                   | Division              | M.          | B.          | M.              | B.              | M.                | B.                | M.         | B.         | Comp.                          | M.                             | B.                             | M.       | B.       | M.    | B.    |
| 2003-2004             | Juventus Bucarest      | Liga II               | 1           | 0           | -               | -               | -                 | -                 | -          | -          | -                              | -                              | -                              | -        | -        | 1     | 0     |
| 2004-2005             | Juventus Bucarest      | Liga II               | 8           | 0           | -               | -               | -                 | -                 | -          | -          | -                              | -                              | -                              | -        | -        | 8     | 0     |
| 2005-2006             | Juventus Bucarest      | Liga II               | 20          | 0           | -               | -               | -                 | -                 | -          | -          | -                              | -                              | -                              | -        | -        | 20    | 0     |
| Sous-total            | Sous-total             | Sous-total            | 29          | 0           | -               | -               | -                 | -                 | 0          | 0          | -                              | -                              | -                              | -        | -        | 29    | 0     |
| 2006-2007             | Gloria Bistrita        | Liga I                | 1           | 0           | -               | -               | -                 | -                 | -          | -          | -                              | -                              | -                              | -        | -        | 1     | 0     |
| 2007-2008             | Gloria Bistrita        | Liga I                | 25          | 0           | -               | -               | -                 | -                 | -          | -          | CI                             | 3                              | 0                              | -        | -        | 28    | 0     |
| 2008-2009             | Gloria Bistrita (prêt) | Liga I                | 19          | 0           | 1               | 0               | -                 | -                 | -          | -          | -                              | -                              | -                              | -        | -        | 20    | 0     |
| Sous-total            | Sous-total             | Sous-total            | 45          | 0           | 1               | 0               | -                 | -                 | 0          | 0          | -                              | 3                              | 0                              | -        | -        | 49    | 0     |
| 2009-2010             | Steaua Bucarest        | Liga I                | 15          | 0           | 1               | 0               | -                 | -                 | -          | -          | C3                             | 4                              | 0                              | -        | -        | 20    | 0     |
| 2010-2011             | Steaua Bucarest        | Liga I                | 34          | 0           | 5               | 0               | -                 | -                 | -          | -          | C3                             | 8                              | 0                              | 5        | 0        | 52    | 0     |
| 2011-2012             | Steaua Bucarest        | Liga I                | 28          | 0           | 1               | 0               | -                 | -                 | -          | -          | C3                             | 7                              | 0                              | 7        | 0        | 43    | 0     |
| 2012-2013             | Steaua Bucarest        | Liga I                | 27          | 0           | -               | -               | -                 | -                 | -          | -          | C3                             | 12                             | 0                              | 5        | 0        | 44    | 0     |
| 2013-2014             | Steaua Bucarest        | Liga I                | 29          | 0           | 4               | 0               | -                 | -                 | -          | -          | C1                             | 12                             | 0                              | 7        | 0        | 52    | 0     |
| Sous-total            | Sous-total             | Sous-total            | 133         | 0           | 11              | 0               | -                 | -                 | 0          | 0          | -                              | 43                             | 0                              | 24       | 0        | 211   | 0     |
| 2014-2015             | ACF Fiorentina         | Série A               | 9           | 0           | 2               | 0               | -                 | -                 | -          | -          | C3                             | 7                              | 0                              | 9        | 0        | 27    | 0     |
| 2015-2016             | ACF Fiorentina         | Série A               | 37          | 0           | 0               | 0               | -                 | -                 | -          | -          | C3                             | 2                              | 0                              | 4        | 0        | 43    | 0     |
| 2016-2017             | ACF Fiorentina         | Série A               | 35          | 0           | 2               | 0               | -                 | -                 | -          | -          | C3                             | 7                              | 0                              | 8        | 0        | 52    | 0     |
| Sous-total            | Sous-total             | Sous-total            | 81          | 0           | 4               | 0               | -                 | -                 | 0          | 0          | -                              | 16                             | 0                              | 21       | 0        | 122   | 0     |
| 2017-2018             | FC Nantes              | Ligue 1               | 37          | 0           | -               | -               | -                 | -                 | -          | -          | -                              | -                              | -                              | 7        | 0        | 44    | 0     |
| 2018-2019             | FC Nantes              | Ligue 1               | 27          | 0           | 2               | 0               | 1                 | 0                 | -          | -          | -                              | -                              | -                              | 10       | 0        | 40    | 0     |
| Sous-total            | Sous-total             | Sous-total            | 64          | 0           | 2               | 0               | 1                 | 0                 | 0          | 0          | -                              | 0                              | 0                              | 17       | 0        | 84    | 0     |
| 2019-2020             | Olympique lyonnais     | Ligue 1               | 2           | 0           | 1               | 0               | 3                 | 0                 | -          | -          | -                              | -                              | -                              | 6        | 0        | 12    | 0     |
| Sous-total            | Sous-total             | Sous-total            | 2           | 0           | 1               | 0               | 3                 | 0                 | 0          | 0          | -                              | -                              | -                              | 6        | 0        | 12    | 0     |
| 2020-2021             | AC Milan               | Serie A               | 1           | 0           | 2               | 0               | -                 | -                 | -          | -          | C3                             | 2                              | 0                              | 6        | 0        | 11    | 0     |
| 2021-2022             | AC Milan               | Serie A               | 6           | 0           | -               | -               | -                 | -                 | -          | -          | C1                             | 3                              | 0                              | -        | -        | 9     | 0     |
| 2022-2023             | AC Milan               | Serie A               | 16          | 0           | 1               | 0               | -                 | -                 | 1          | 0          | C1                             | 5                              | 0                              | -        | -        | 23    | 0     |
| Sous-total            | Sous-total             | Sous-total            | 23          | 0           | 3               | 0               | 0                 | 0                 | 1          | 0          | -                              | 10                             | 0                              | 6        | 0        | 43    | 0     |
| Total sur la carrière | Total sur la carrière  | Total sur la carrière | 377         | 0           | 24              | 0               | 4                 | 0                 | 1          | 0          | -                              | 72                             | 0                              | 74       | 0        | 552   | 0     |

## Palmarès
| Steaua Bucarest (4) | Olympique lyonnais                                                             | AC Milan (1)                                   |
| --- | ------------------------------------------------------------------------------ | ---------------------------------------------- |
| - Championnat de Roumanie - Vainqueur : 2012-2013, 2013-2014 - Coupe de Roumanie - Vainqueur : 2010-2011 - Finaliste : 2013-2014 - Supercoupe de Roumanie - Vainqueur : 2013 - Finaliste : 2011 | - Emirates Cup - Vainqueur en 2019 - Coupe de la Ligue - Finaliste : 2019-2020 | - Championnat d'Italie - Vainqueur : 2021-2022 |

## Distinctions personnelles
- Élu Footballeur roumain de l'année en 2015 [15]